# Harry Potter a Ohnivý pohár (film)
Harry Potter a Ohnivý pohár je britsko-americký film natočený podle stejnojmenné předlohy britské spisovatelky J. K. Rowlingové v roce 2005.

## Rozdíly od knihy
Kvůli velkému rozsahu knihy muselo být vynecháno mnoho scén. Zkrácen byl zápas na mistrovství světa ve famfrpálu, vynechána byla Hermionina Společnost pro ochranu životní úrovně skřítků (SPOŽÚS) a mnoho vyučovacích hodin, byla zanechána jediná – ta, kde Alastor Moody vysvětluje kletby, které se nepromíjejí. Čtvrtý díl je také jediný, kde Harry na začátku není u Dursleyových, ale rovnou v Doupěti. Zatímco v knize se Sirius Black objevil hned několikrát, ve filmu se objevil pouze při krátkém rozhovoru prostřednictvím letaxové sítě. V knize to vypadá, že by Barty Skrk ml. mohl být dokonce nevinný, ve filmu je od začátku zobrazován jako vinný. V knize smrtijedi na mistrovství světa ve famfrpálu útočí na mudly, zatímco ve filmu útočí i na čaroděje. Výstupy Bartyho Skrka st., Rity Holoubkové, Amose Diggoryho byly značně zkráceny, Ludo Pytloun, Dobby a Winky jež sehnali Harrymu žaberník byli z filmu úplně vynecháni. Ve filmu jsou Krásnohůlky dívčí a Kruval chlapeckou školou. Příjezd obou škol je ve filmu také více pompézní a radostnější. Při prvním úkolu turnaje tří kouzelnických škol Harry ve filmu bojuje i v okolí bradavického hradu a nad jezerem, v knize se drží u stadionu. Před druhým úkolem Harrymu pomůže Neville Longbottom a ne Dobby. Příprava Harryho na třetí úkol byla také vynechána, stejně jako mnoho kouzelných tvorů v bludišti. Ve filmu je také vynecháno Popletalovo odmítání návratu Lorda Voldemorta a od bludiště se skočí hned k Brumbálovu projevu na konci školního roku. Značně byly zkráceny také scény na hřbitově v Malém Visánku.

## Obsazení
| Daniel Radcliffe         | Harry Potter             |
| Rupert Grint             | Ron Weasley              |
| Emma Watsonová           | Hermiona Grangerová      |
| Michael Gambon           | Albus Brumbál            |
| Ralph Fiennes            | Lord Voldemort           |
| Brendan Gleeson          | Alastor Moody            |
| Robert Pattinson         | Cedric Diggory           |
| Maggie Smithová          | Minerva McGonagallová    |
| Robbie Coltrane          | Rubeus Hagrid            |
| Alan Rickman             | Severus Snape            |
| Gary Oldman              | Sirius Black             |
| Bonnie Wright            | Ginny Weasleyová         |
| Tom Felton               | Draco Malfoy             |
| Jason Isaacs             | Lucius Malfoy            |
| Jamie Waylett            | Vincent Crabbe           |
| Josh Herdman             | Gregory Goyle            |
| Matthew Lewis            | Neville Longbottom       |
| Oliver a James Phelpsovi | Fred a George Weasleyovi |
| Timothy Spall            | Petr Pettigrew           |
| Jeff Rawle               | Amos Diggory             |
| David Tennant            | Barty Skrk ml.           |
| Frances de la Tour       | Olympa Maxime            |
| Predrag Bjelac           | Igor Karkarov            |
| Roger Lloyd Pack         | Barty Skrk st.           |
| Clémence Poésy           | Fleur Delacourová        |
| Stanislav Janevski       | Viktor Krum              |
| Katie Leung              | Cho Changová             |
| Warwick Davis            | Filius Kratiknot         |
| Robert Hardy             | Kornelius Popletal       |
| Mark Williams            | Arthur Weasley           |
| Miranda Richardson       | Rita Holoubková          |
| Shirley Henderson        | Ufňukaná Uršula          |
| David Bradley            | Argus Filch              |
| Devon Murray             | Seamus Finnigan          |
| Alfred Enoch             | Dean Thomas              |
| Geraldine Somerville     | Lily Potterová           |
| William Melling          | Dennis Creevey           |
| Adrian Rawlins           | James Potter             |